# Belvedere College

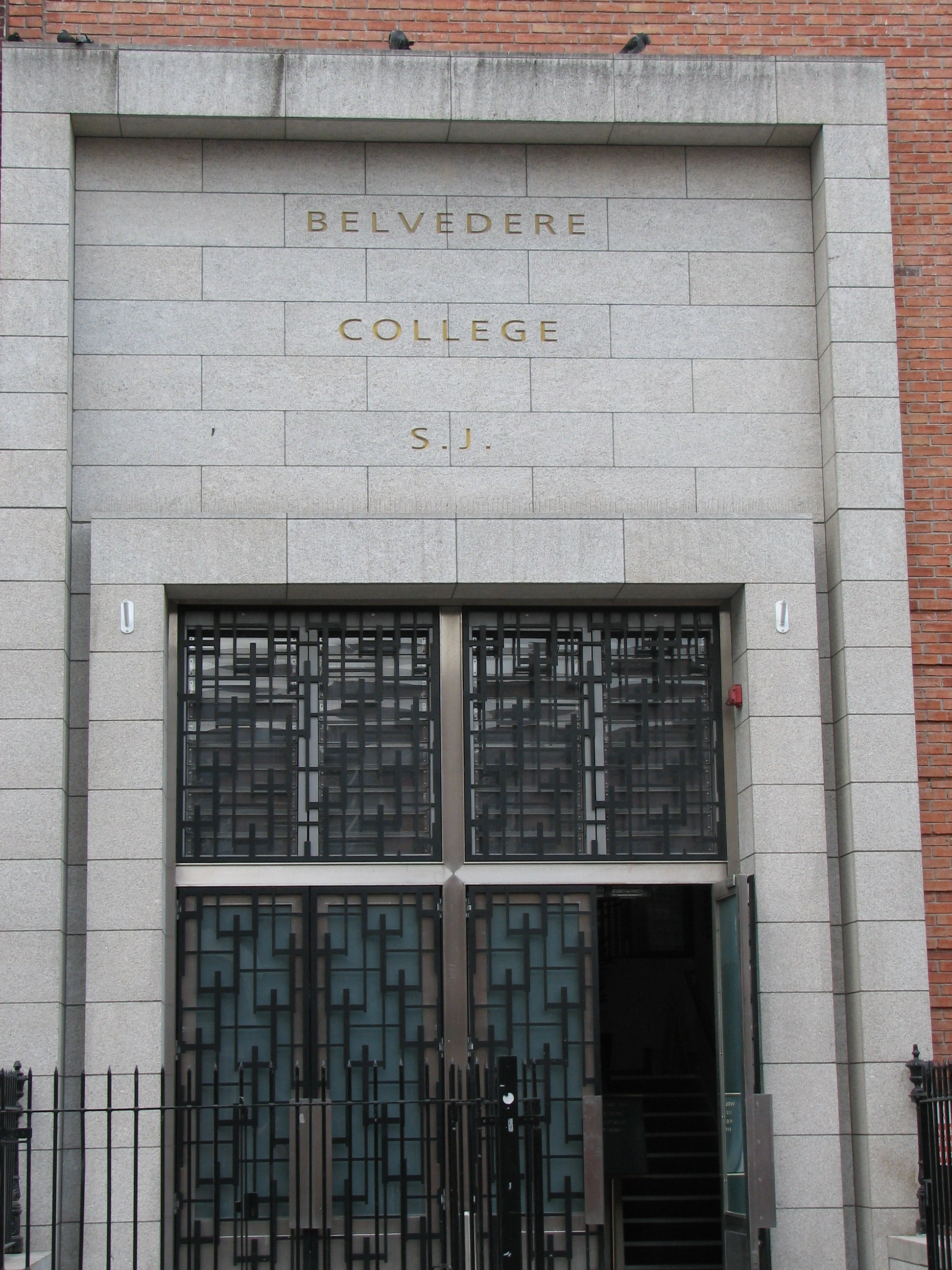
Belvedere College

Belvedere College SJ es un instituto de enseñanza secundaria masculino enclavado en Great Denmark Street, Dublín, Irlanda. Se lo conoce también por el colegio de St. Francis Xavier (San Francisco Javier). El rapero Rejjie snow asistió a este instituto.
Se trata de uno de los colegios más antiguos de Irlanda; fue fundado en 1832. Cuenta actualmente con más de 930 alumnos matriculados y con un número de exalumnos célebres en el mundo de las artes, la política, el deporte, la ciencia y los negocios.
George Augustus Rochfort (1738-1814), que llegó a ser segundo Earl of Belvedere, construyó en 1774 la Belvedere House, uno de los más importantes ejemplos de arquitectura georgiana en Irlanda. La decoración interior se dejó a cargo de Michael Stapleton, el más prominente artesano de su época.
El Belvedere College pertenece a la Compañía de Jesús (orden jesuita). La mayor parte del personal docente es en la actualidad laico, aunque son sacerdotes jesuitas los que se encargan de la administración y la capellanía.
La ética jesuita de la justicia social para todos que contempla una educación de cara a los demás es la piedra angular de los principios y la filosofía educativa en el Belvedere. La escuela recientemente celebró el 500º cumpleaños del patrón del centro, San Francisco Javier.
Este centro desarrolla diversas actividades para sus alumnos, por ejemplo, una peregrinación a Lourdes, Francia. También se realizan intercambios con alumnos de Calcuta, India, donde los alumnos del Belvedere asisten a huérfanos y niños sin hogar. Igualmente a iniciativa del instituto se llevan a cabo distintas colectas caricativas.
Existe la asociación en el centro Belvedere College Past Pupils' Union, que igualmente desarrolla actividades educativas y de caridad.
La admisión no es libre, y está enfocada principalmente a familiares de actuales o antiguos alumnos.
El colegio cuenta con numerosas y bien dotadas instalaciones: gimnasios, piscinas, salas de música, restaurante, museo, capilla, teatro, pistas de tenis, campos de fútbol, cricket, rugby...
Se desarrollan asimismo diversas actividades extraescolares.

## Alumnos notables
- Liam O'Flaherty
- James Joyce
- William Martin Murphy
- Éamon de Valera
- Columba Marmion
- Terry Wogan